# Propantodice grisea
Propantodice grisea là một loài bọ cánh cứng trong họ Cerambycidae.